# Another Step Tour 1986
Another step tour 1986 est une tournée de la chanteuse Kim Wilde en 1986.

## Dates et lieux
- 5 novembre 1986 : Metropol, Berlin (Allemagne)
- 6 novembre 1986 : Capital, Hannover (Allemagne)
- 7 novembre 1986 : Liederhalle, Stuttgart (Allemagne)
- 8 novembre 1986 : Circus Krone, Munich (Allemagne)
- 9 novembre 1986 : Mehrzweckhalle, Zofingen (Suisse)
- 11 novembre 1986 : Le Zénith, Paris (France)
- 17 novembre 1986 : Toulon (France)
- 18 novembre 1986 : Bourse du travail, Lyon (France)
- 19 novembre 1986 : Grand théâtre, Nîmes (France)
- 20 novembre 1986 : L’Apocalypse, Toulouse (France)
- 23 novembre 1986 : Rosengarten, Mannheim (Allemagne)
- 25 novembre 1986 : Rouen (France)
- 26 novembre 1986 : Espace Foire, Lille (France)
- 28 novembre 1986 : Grugahalle, Essen (Allemagne)
- 29 novembre 1986 : Sporthalle, Münster (Allemagne)
- 30 novembre 1986 : Knopf's Music Hall, Hamburg (Allemagne)
- 1er décembre 1986 : Jahrhunderthalle, Frankfurt (Allemagne)
- 2 décembre 1986 :  Hof Ter Loo, Anvers (Belgique)
- 3 décembre 1986 : Vredenburg, Utrecht (Pays-Bas)
- 6 décembre 1986 : Hamburg (Allemagne)
- 8 décembre 1986 : Town & Country Club, Londres (Royaume-Uni)

## Setlist
- View from a bridge
- Schoolgirl
- The thrill of it
- How do you want my love
- Hit him
- Water on glass
- I've got so much love
- Brothers
- Say you really want me
- The second time
- Another step (closer to you)
- She hasn't got time for you
- Fever/Love blonde
- Cambodia
- Don't say nothing's changed
- Kids in America
- Chequered love
- You keep me hangin'on